# Ringdahls Optik-skylten

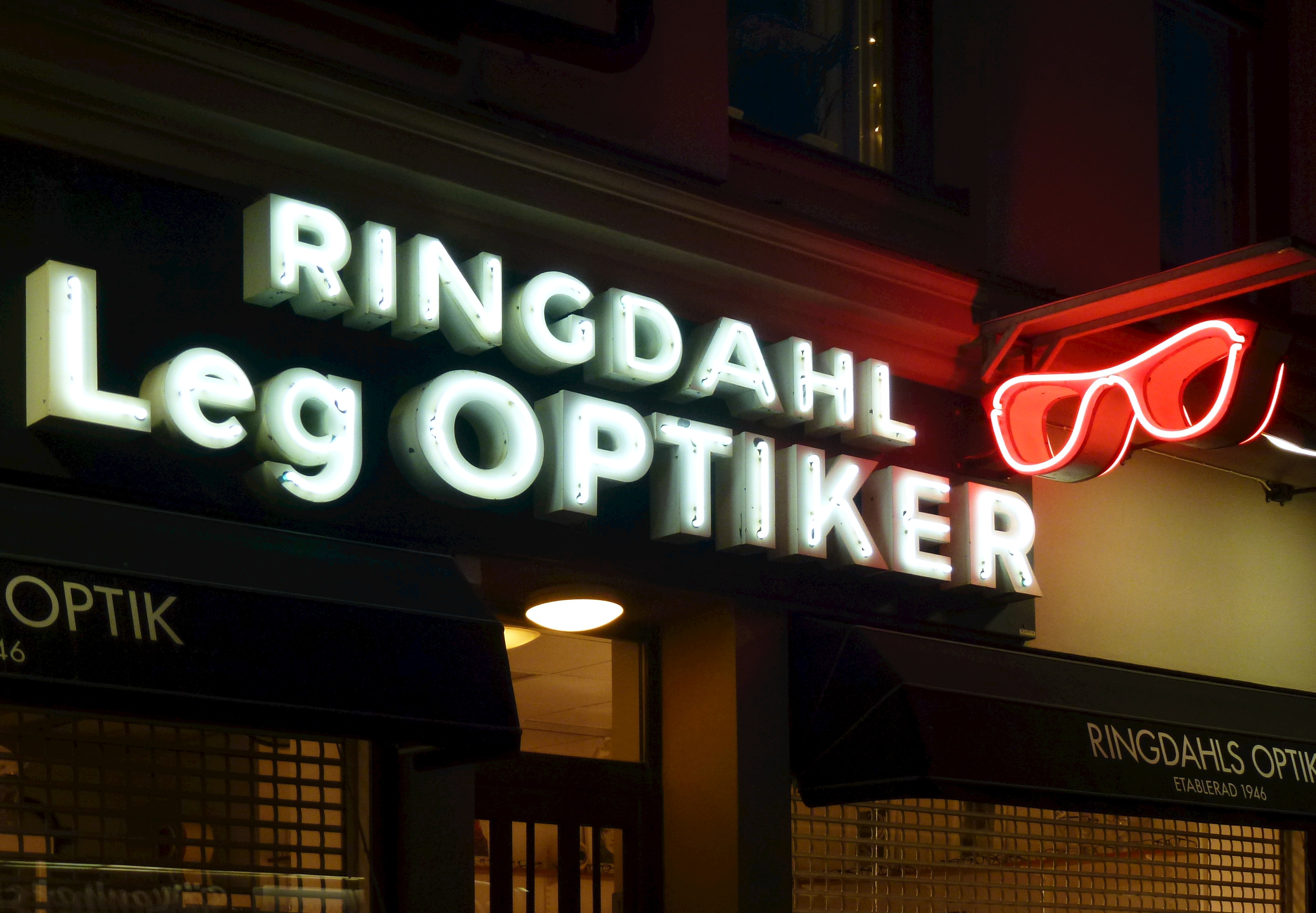
Neonskyltarna i november 2014.

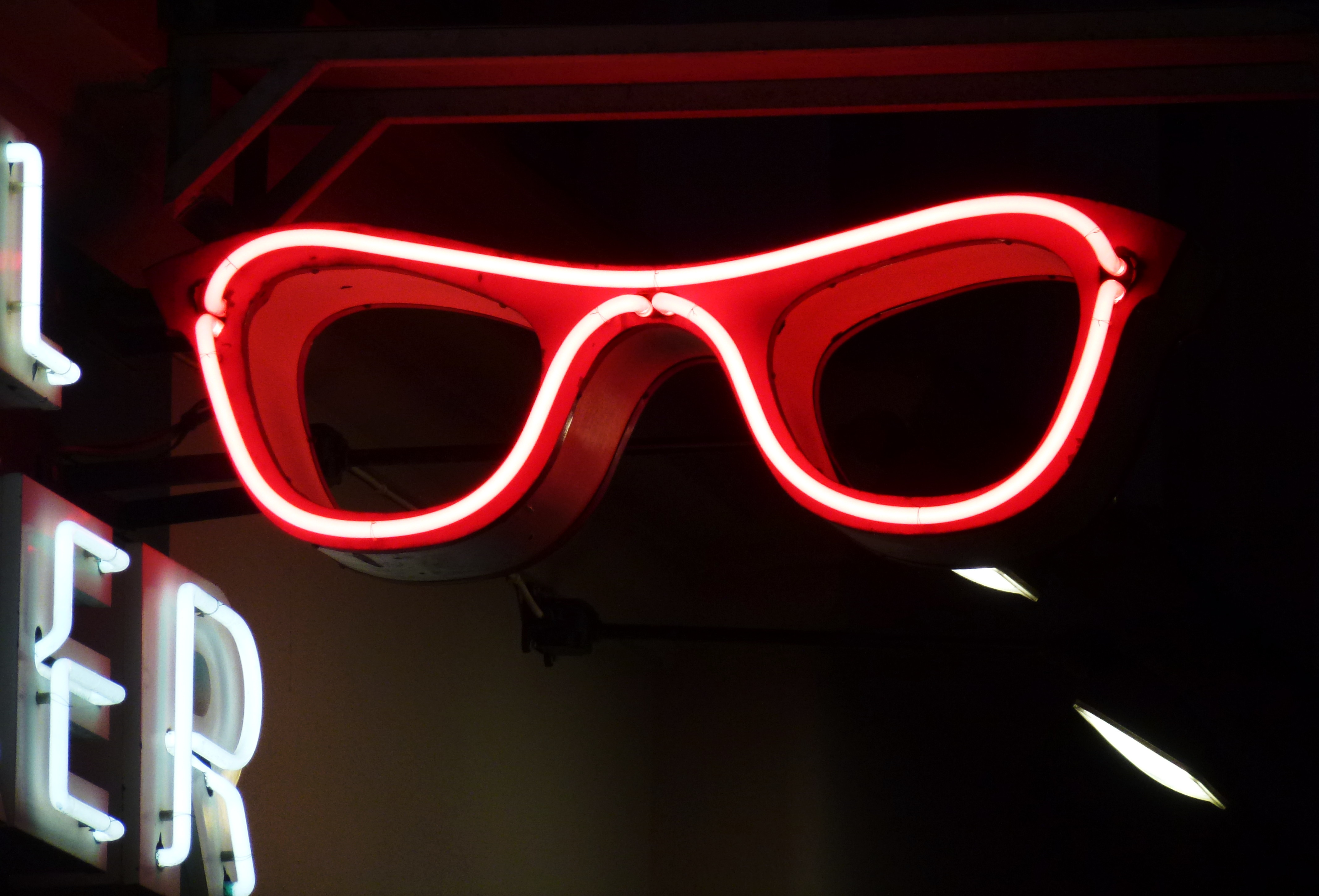
Morneons glasögonbågar från 1950-talet.

Ringdahls Optik-skylten är en neonreklam för optikeraffären Ringdahls Optik vid Flemingatan 36 på Kungsholmen i Stockholm. Ovanför butiksentrén hänger glasögon i rödlysande neonrör och neonskylten ”RINGDAHL Leg OPTIKER” från 1950- respektive 1960-talen. Båda har blivit ett välkänt inslag i den lokala stadsbilden. Ringdahls neonskyltar nominerades år 2017 av Stadsmuseet i Stockholm till den årliga tävlingen Lysande skylt.

## Historik
Firman ”Ringdahl Leg Optiker” har funnits på Fleminggatan 36 sedan 1946 och sedan hösten 2007 bedrivs verksamheten i ny regi. Den nya ledningen tog över ett inarbetat firmanamn och de välkända neonskyltarna. 
Det rör sig om en vinkelrätt mot fasaden monterad dubbelsidig skylt visande glasögonbågar i rödlysande neonrör. Skylten, som ursprungligen satt ovanför entrédörren, har troligen funnits sedan 1950-talet. Den tillverkades en gång i tiden av Morneon, som var ett av Sveriges största företag inom ljusskyltsbranschen. Den andra skylten med text ”RINGDAHL Leg OPTIKER” i två rader och vitlysande neonrör härrör från mitten av 1960-talet och tillverkades av Neontjänst, som 1981 köptes av Focus Neon. I samband med att den senare skylten sattes upp, flyttades glasögonbågarna till höger på fasaden. Skyltarna ingick i Stadsmuseets neonskyltsinventering från 1998.